# Jaruman
Jaruman (o Jarumann; muerto 669) fue el cuarto Obispo de Mercia. Luchó contra la apostasía fuera de su diócesis. Sirvió como obispo en la época de Wulfhere de Mercia, en cuyo nombre emprendió varias misiones para evangelizar las tribus sajonas qué había regresado al paganismo. Era posiblemente de origen irlandés, pero fue educado en Lindisfarne.
Algunos estudiosos de Tolkien sugieren que el nombre de Jaruman sirvió de inspiración para el Saruman de El Señor de los Anillos.[cita requerida]